# Tiroteo de la Universidad Estatal de Perm de 2021
El tiroteo de la Universidad Estatal de Perm fue una masacre ocurrida el 20 de septiembre de 2021; se desarrolló como tiroteo masivo en Perm, krai homónimo, en el oeste de Rusia. Seis personas murieron y 47 resultaron heridas.  El atacante, un hombre ruso de 18 años, estudiante de primer año de Derecho, de la misma universidad, identificado como Timur Bekmansurov, fue arrestado luego de ser herido por la policía.

## Antecedentes
El tiroteo ocurrió aproximadamente cuatro meses después de la Masacre del Gymnasium de Kazán (Kazán, Rusia), en la cual nueve personas murieron. A raíz de eso, la edad legal para comprar un arma de fuego en dicho país fue incrementada de 18 a 21 años, pero la ley todavía no estaba vigente cuando acaeció el tiroteo en la Universidad Estatal de Perm. Las autoridades habían culpado de los tiroteos escolares anteriores a la influencia extranjera de las noticias sobre incidentes similares en los Estados Unidos y otros lugares.

## Tiroteo
Si bien la Universidad tiene 12 000 estudiantes matriculados, solo 3000 personas estaban en el campus en el momento del tiroteo. El tirador fue rastreado por las cámaras de seguridad caminando hacia la Universidad a las 11:00 (hora local UTC+5) portando una escopeta. Según los informes preliminares, pudo dominar y matar al vigilante de seguridad antes de que el vigilante pudiera activar un botón de pánico. Un estudiante que se encontraba en la universidad dijo que oyó disparos mientras usaba el ascensor y que vio lo que él creía era al pistolero disparando a dos estudiantes mujeres que intentaban escapar.
Los estudiantes y maestros dentro de la universidad, que estaban en clases en ese momento, usaron muebles, como las sillas, para barricar las puertas internas cerradas. Mientras tanto, se publicaron imágenes de video fuera de la institución educativa en las redes sociales; las cuales parecían mostrar a los estudiantes usando las ventanas de las aulas para escapar, y al hombre armado caminando fuera del edificio. La policía llegó al lugar y desafió al pistolero, lo que provocó un tiroteo.  Bekmansurov resultó herido mientras se resistía al arresto y fue trasladado a un hospital local para recibir tratamiento, A 2021  de septiembre del  22 aunque informes previos indicaban que los agentes que reaccionaron al ataque lo habían matado. Bekmansurov permaneció en estado grave en el hospital.

## Víctimas
Seis personal resultaron muertas durante el tiroteo. Fueron identificadas como cinco mujeres y un hombre, con edades entre los 18 y los 66 años:
1. Yaroslav Aramelev (19), estudiante de la Facultad de Física. Murió primero, frente a los edificios universitarios.
2. Margarita Engaus (66), llegó a la universidad con su nieto de excursión.
3. Ksenia Samchenko (18), estudiante de la Facultad de Geografía.
4. Ekaterina Shakirova (19), estudiante de la Facultad de Geografía. Murió junto con Samchenko.
5. Anna Aigeldina (24), exalumna, acudió ese día para obtener su diploma de maestría.
6. Alexandra Mokhova (20), estudiante de la Facultad de Mecánica y Matemáticas. La última víctima.
Otras cuarentena y tres personas resultaron heridas y todas estas, excepto el tirador, se encontraban en situación estable al 22 de septiembre.

## Sospechoso
La policía rusa nombró a Timur Bekmansurov, un estudiante de Leyes de 18 años, quien nació el 8 de marzo de 2003, como el sospechoso. Antes del tiroteo, Bekmansurov había publicado una imagen de sí mismo con una escopeta, casco y municiones en su cuenta de VK. Subtituló la foto con la declaración: «He pensado en esto durante mucho tiempo. Han pasado años, y me di cuenta de que ha llegado el momento de hacer lo que soñé». En la publicación, también dijo que estaba «desbordante de odio», y aclaró: «Lo que ocurrió no fue un ataque terrorista (al menos desde un punto de vista legal). No fui miembro de una organización extremista, no era religioso ni [de intereses] políticos. Nadie sabía lo que yo iba a hacer; yo mismo llevé a cabo todos estos actos».
Según los informes, Bekmansurov utilizó un arma diseñada para disparar proyectiles de caucho o plástico no letales, que podrían modificarse para disparar otros tipos de municiones. Un portavoz de la Guardia Nacional de Rusia dijo a los periodistas que Bekmansurov también poseía legalmente una escopeta para cazar.

## Consecuencias
Los estudiantes, las instalaciones y los residentes de Perm utilizaron la cerca exterior de la universidad para crear un monumento conmemorativo improvisado con claveles, velas, fotos y otros artículos.
Las autoridades han culpado a la influencia extranjera de tiroteos escolares anteriores y el ataque ha generado preguntas adicionales y posibles cambios legales. El portavoz del Kremlin, Dmitri Peskov, anunció el 20 de septiembre que ya se habían tomado medidas legislativas para restringir aún más la compra de armas.